# Bear McCreary
Bear McCreary (né le 17 février 1979) est un musicien et compositeur américain vivant à Los Angeles.

## Biographie
Bear McCreary a été l'élève d'Elmer Bernstein et a composé la bande originale de plus de 30 films (de nombreux courts-métrages entre 1998 et 2005, puis des longs-métrages). Son travail sur la bande originale de la série télévisée Battlestar Galactica, salué par la critique, lui a fait acquérir la notoriété à partir de 2005, : les CD des deuxième et troisième saisons ont figuré en tête des ventes de leur catégorie sur le site Amazon.com. Il a composé successivement les bandes originales des séries Eureka, Terminator : Les Chroniques de Sarah Connor, Caprica, Human Target : La Cible (la première saison seulement - avec la particularité d'avoir utilisé pour l'épisode final le plus grand orchestre assemblé pour un épisode de série télévisée), The Cape, The Walking Dead, Defiance et, en parallèle, celles de plusieurs films en sortie directe DVD et de deux jeux vidéo, Dark Void et SOCOM 4.
McCreary est un accordéoniste autodidacte et joue dans le groupe de Jazz 17 Billion Miles of DNA et également dans le groupe de rock de son frère, Bt4. Il est marié à la chanteuse Raya Yarbrough, qui a participé à la musique de Battlestar Galactica.
Bear McCreary a été choisi en 2011 pour composer la fanfare jouée lors du dernier décollage de la navette spatiale américaine.
En 2014, il compose la musique originale pour la série télévisée Outlander, qui se déroule dans l'Écosse du XVIIIe siècle. La chanson du générique, Skye Boat Song, est interprétée par son épouse Raya Yarbrough.
Pendant la conférence de Sony lors du salon de jeu vidéo E3, il assure le début du spectacle avec son orchestre mettant en œuvre la bande-son du tout nouveau God of War[contexte nécessaire].
En 2019, il est récompensé pour la musique de God of War lors des BAFTA Awards et des Game Audio Network Guild Awards. La guilde le prime de nouveau en 2023 pour l'opus suivant de la série, God of War Ragnarök et la même année il est nommé aux Grammy Awards pour son travail sur Call of Duty: Vanguard.

## Filmographie

### Cinéma

#### Longs métrages
- 2002 : Periphery, Texas de Ryan Landels
- 2006 : Rest Stop de John Shiban (video)
- 2007 : Détour mortel 2 (Wrong Turn 2 Dead End) de Joe Lynch (vidéo)
- 2008 : Rest Stop: Don't Look Back de Shawn Papazian (video)
- 2009 : The Plan de Edward James Olmos (video)
- 2010 : Sexy Dance 3D (Step Up 3D) de Jon Chu
- 2011 : Chillerama (segment « Zom-B-Movie ») d'Adam Green et Joe Lynch
- 2013 : Europa Report de Sebastián Cordero
- 2013 : Knights of Badassdom de Joe Lynch
- 2014 : Angry Video Game Nerd: The Movie
- 2014 : Digging Up the Marrow d'Adam Green
- 2014 : Everly de Joe Lynch
- 2016 : The Forest de Jason Zada
- 2016 : The Boy de William Brent Bell
- 2016 : 10 Cloverfield Lane de Dan Trachtenberg
- 2017 : Colossal de Nacho Vigalondo
- 2017 : Animal Crackers de Tony Bancroft, Scott Christian Sava et Jaime Maestro
- 2017 : Revolt de Joe Miale
- 2017 : Happy Birthdead de Christopher B. Landon
- 2018 : The Cloverfield Paradox de Julius Onah
- 2018 : Tau de Federico D'Alessandro
- 2018 : I Still See You de Scott Speer
- 2018 : Hell Fest de Gregory Plotkin
- 2018 : Welcome Home de George Ratliff
- 2019 : Happy Birthdead 2 You de Christopher Landon
- 2019 : Le Bout du monde (Rim of the World) de McG
- 2019 : The Professor and the Madman de Farhad Safinia
- 2019 : Godzilla 2 : Roi des monstres (Godzilla King of the Monsters) de Michael Dougherty
- 2019 : Child's Play : La Poupée du mal (Child's Play) de Lars Klevberg
- 2019 : Eli de Ciarán Foy
- 2020 : The Babysitter: Killer Queen de McG
- 2023 : Le Dernier Voyage du Demeter
- 2024 : The 4:30 Movie de Kevin Smith
- 2025 : Drop Game (Drop) de Christopher Landon

#### Courts métrages
- 1998 : A Good Lie
- 2002 : Sonny Listening
- 2002 : The Midnight Express
- 2002 : When the Kids Are Away
- 2003 : Band Camp
- 2003 : Gossip
- 2003 : The Gamers
- 2004 : The Runaround
- 2004 : Free Radicals
- 2004 : Riding Shotgun
- 2005 : Geek Like Me
- 2005 : Falling Angels
- 2006 : The Last Season
- 2007 : VirtuaGirl
- 2009 : Setting the Tempo
- 2011 : Infected
- 2012 : D.N.E.: Do Not Erase
- 2016 : The Shadow Hours
- 2017 : A Holliston Halloween
- 2018 : Ryze: Call of Power
- 2019 : The Toll Road

### Télévision

#### Téléfilms
- 2007 : Battlestar Galactica: Razor de Félix Enríquez Alcalá
- 2009 : Empire State de Jeremy Podeswa
- 2012 : The Asset de Josh Friedman
- 2012 : Battlestar Galactica: Blood and Chrome

#### Séries télévisées
- 2004-2009 : Battlestar Galactica (71 épisodes)
- 2006 : Battlestar Galactica: The Resistance (mini-série) (10 épisodes)
- 2007 : Battlestar Galactica: Razor (mini-série) (7 épisodes)
- 2007-2012 : Eureka (65 épisodes)
- 2008-2009 : Battlestar Galactica: The Face of the Enemy (mini-série) (10 épisodes)
- 2008-2009 : Terminator : Les Chroniques de Sarah Connor (Terminator: The Sarah Connor Chronicles) (31 épisodes)
- 2009-2010 : Trauma (20 épisodes)
- 2009-2010 : Caprica (18 épisodes)
- 2010 : Human Target : La Cible (12 épisodes)
- 2010 : The Angry Video Game Nerd (1 episode)
- 2010-2021 : The Walking Dead
- 2011 : The Cape (10 épisodes)
- 2011-2012 : Shelf Life (32 épisodes)
- 2012 : Day Break (5 épisodes)
- 2012-2013 : Holliston (17 épisodes)
- 2013-2015 : The World of Steam (2 épisodes)
- 2013-2015 : Defiance (38 épisodes)
- 2013-2015 : Da Vinci's Demons (28 épisodes)
- 2013- : Marvel : Les Agents du SHIELD (Marvel Agents of S.H.I.E.L.D.) (66 épisodes)
- 2014 : Intruders (8 épisodes)
- 2014-2015 : Constantine (13 épisodes)
- 2014-2017 : Black Sails (28 épisodes)
- 2014- : Outlander (68 épisodes)
- 2016 : Damien (10 épisodes)
- 2019- : See (16 épisodes)
- 2020 : Snowpiercer (15 épisodes)
- 2021 : Les Maîtres de l'univers : Révélation (Masters of the Universe: Revelation)
- 2021 : Fondation
- 2022 : Le Seigneur des anneaux : Les Anneaux de pouvoir (The Lord of the Rings: The Rings of Power)
- 2022 : The Witcher : L'Héritage du sang (The Witcher: Blood Origin)
- 2023 : Percy Jackson et les Olympiens (Percy Jackson and the Olympians)

## Ludographie
- 2010 : Dark Void
- 2011 : SOCOM: Special Forces
- 2011 : Moon Breakers
- 2013 : Defiance
- 2015 : Assassin's Creed: Syndicate - Jack the Ripper
- 2018 : God of War
- 2021 : Call of Duty: Vanguard
- 2022 : Forspoken (avec Garry Schyman)
- 2022 : God of War: Ragnarök

## Récompenses et nominations
| Date | Prix | Œuvre                                                                                       | Résultat   |
| ---- | --- | ------------------------------------------------------------------------------------------- | ---------- |
| 2005 | International Film Music Critics Award for Best Original Score for Television                                             | Battlestar Galactica                                                                        | Nomination |
| 2006 | International Film Music Critics Award for Best Original Score for Television                                             | Battlestar Galactica                                                                        | Nomination |
| 2007 | International Film Music Critics Award for Best Original Score for Television                                             | Battlestar Galactica                                                                        | Nomination |
| 2008 | International Film Music Critics Award for Best Original Score for Television                                             | Battlestar Galactica                                                                        | Nomination |
| 2009 | ASCAP Film and Television Music Award for Top Television Series                                                           | Eureka                                                                                      | Lauréat    |
| 2009 | International Film Music Critics Award for Best Original Score for Television                                             | Caprica                                                                                     | Nomination |
| 2009 | International Film Music Critics Award for Best Original Score for Television                                             | Battlestar Galactica                                                                        | Lauréat    |
| 2009 | The Streamy Awards for Best Original Music in a Web Series                                                                | Battlestar Galactica: The Face of the Enemy                                                 | Nomination |
| 2010 | Primetime Emmy Award for Outstanding Main Title Theme Music (en)                                                          | Human Target                                                                                | Nomination |
| 2011 | International Film Music Critics Award for Best Original Score for Television                                             | Human Target : La Cible                                                                     | Lauréat    |
| 2011 | International Film Music Critics Award for Best Original Score for a Video Game or Interactive Media                      | Dark Void                                                                                   | Nomination |
| 2011 | International Film Music Critics Award for Best Original Score for a Television Series                                    | Human Target                                                                                | Lauréat    |
| 2012 | International Film Music Critics Award for Best Original Score for a Video Game or Interactive Media                      | SOCOM: Special Forces                                                                       | Nomination |
| 2013 | ASCAP Film and Television Music Award for Top Television Series                                                           | The Walking Dead                                                                            | Lauréat    |
| 2013 | International Film Music Critics Award for Best Original Score for Television                                             | Da Vinci's Demons                                                                           | Nomination |
| 2013 | Primetime Emmy Award for Outstanding Main Title Theme Music (en)                                                          | Da Vinci's Demons                                                                           | Lauréat    |
| 2013 | Online Film & Television Association for Best Music in a Series                                                           | The Walking Dead                                                                            | Nomination |
| 2014 | Primetime Emmy Award for Outstanding Main Title Theme Music (en)                                                          | Black Sails                                                                                 | Nomination |
| 2014 | Hollywood Music in Media Award (en) for Best Main Title - TV Show/Digital Streaming Series                                | Black Sails                                                                                 | Nomination |
| 2015 | Primetime Emmy Award de la meilleure musique dans une série                                                               | Outlander: Sassenach                                                                        | Nomination |
| 2016 | International Film Music Critics Award for Best Original Score for Television                                             | Outlander                                                                                   | Nomination |
| 2016 | ASCAP Film and Television Music Award for TV Composer of the Year                                                         | Agents of S.H.I.E.L.D., Black Sails, Damien, Da Vinci's Demons, Outlander, The Walking Dead | Lauréat    |
| 2016 | World Soundtrack Awards for Discovery of the Year                                                                         | 10 Cloverfield Lane, The Boy                                                                | Nomination |
| 2016 | World Soundtrack Awards for Television Composer of the Year                                                               | Agents of S.H.I.E.L.D., Black Sails, Damien, Da Vinci's Demons, Outlander, The Walking Dead | Nomination |
| 2016 | Hollywood Music in Media Award (en) for Best Original Score - Sci-Fi/Fantasy Film                                         | 10 Cloverfield Lane                                                                         | Nomination |
| 2017 | ASCAP Film and Television Music Award for TV Composer of the Year                                                         |                                                                                             | Nomination |
| 2018 | The Game Awards 2018 – Best Score / Music                                                                                 | God of War                                                                                  | Nomination |
| 2018 | Hollywood Music in Media Award (en) for Original Score — Video Game                                                       | God of War                                                                                  | Nomination |
| 2019 | D.I.C.E. Award for Outstanding Achievement in Original Music Composition (en)                                             | God of War                                                                                  | Lauréat    |
| 2019 | NAVGTR Awards (en) for Best Original Dramatic Score, Franchise                                                            | God of War                                                                                  | Lauréat    |
| 2019 | Academy of Science Fiction, Fantasy & Horror Films, USA Saturn award for Best Music                                       | Godzilla 2 : Roi des monstres                                                               | Nomination |
| 2019 | International Film Music Critics Association Award for Best Original Score for a Video Game or Interactive Media (en)     | God of War                                                                                  | Lauréat    |
| 2019 | British Academy Games Award for Music                                                                                     | God of War                                                                                  | Lauréat    |
| 2019 | Game Audio Network Guild Best Original Choral Composition                                                                 | God of War                                                                                  | Lauréat    |
| 2019 | Game Audio Network Guild Best Original Instrumental                                                                       | God of War                                                                                  | Nomination |
| 2019 | Game Audio Network Guild Best Music in a Casual/Social Game                                                               | God of War                                                                                  | Lauréat    |
| 2019 | Game Audio Network Guild Music of the Year                                                                                | God of War                                                                                  | Lauréat    |
| 2019 | Game Audio Network Guild Best Cinematic/Cutscene Audio                                                                    | God of War                                                                                  | Lauréat    |
| 2019 | Etna Comics International Film Festival for Best Original Soundtrack                                                      | God of War                                                                                  | Nomination |
| 2019 | Reel Music Awards for Best Original Score for a Fantasy/Science Fiction/Horror Feature                                    | Godzilla 2 : Roi des monstres                                                               | Lauréat    |
| 2020 | Movie Music UK Awards for Composer of the Year                                                                            |                                                                                             | Lauréat    |
| 2020 | International Film Music Critics Association Award for Best Original Score for a Fantasy/Science Fiction/Horror Film (en) | Godzilla 2 : Roi des monstres                                                               | Nomination |
| 2020 | International Film Music Critics Association Award for Best Original Score for a Drama Film (en)                          | The Professor and the Madman                                                                | Nomination |
| 2020 | International Film Music Critics Association Award for Film Composer of the Year (en)                                     |                                                                                             | Lauréat    |
| 2021 | International Film Music Critics Association Award for Film Composer of the Year (en)                                     |                                                                                             | Nomination |
| 2021 | International Film Music Critics Association Award for Best Original Score for an Animated Film (en)                      | Animal Crackers                                                                             | Nomination |
| 2022 | International Film Music Critics Association Award for Best Original Score for a Video Game or Interactive Media (en)     | Call of Duty Vanguard                                                                       | Nomination |
| 2022 | International Film Music Critics Association Award for Best Original Score for a Television Series                        | Foundation                                                                                  | Nomination |
| 2022 | International Film Music Critics Association Award for Best Original Score for a Television Series                        | Masters of the Universe: Revelation                                                         | Lauréat    |
| 2022 | BloodGuts UK Horror Awards for Best Soundtrack/Score                                                                      | Freaky                                                                                      | Nomination |
| 2022 | The Game Awards 2022 – Best Score and Music                                                                               | God of War Ragnarök                                                                         | Lauréat    |
| 2022 | Hollywood Music in Media Award (en) for Original Song — Video Game                                                        | God of War Ragnarök (Blood Upon The Snow)                                                   | Lauréat    |
| 2022 | Hollywood Music in Media Award (en) for Original Score — Video Game                                                       | God of War Ragnarök                                                                         | Nomination |
| 2022 | Hollywood Music in Media Award (en) for Original Score — TV Show/Limited Series                                           | Le Seigneur des anneaux : Les Anneaux de pouvoir                                            | Nomination |
| 2022 | Reel Music Awards for Overall Score of the Year                                                                           | Le Seigneur des anneaux : Les Anneaux de pouvoir                                            | Lauréat    |
| 2022 | Reel Music Awards for Original Score for a Television Series                                                              | Le Seigneur des anneaux : Les Anneaux de pouvoir                                            | Lauréat    |
| 2022 | Game Audio Network Guild Best Main Theme                                                                                  | Call of Duty Vanguard                                                                       | Nomination |
| 2022 | Game Audio Network Guild Best Cinematic & Cutscene Audio                                                                  | Call of Duty Vanguard                                                                       | Nomination |
| 2022 | Game Audio Network Guild Best Physical Soundtrack Release                                                                 | Call of Duty Vanguard                                                                       | Nomination |
| 2023 | Grammy Award de la meilleure bande originale pour un jeu vidéo ou autre média interactif                                  | Call of Duty: Vanguard                                                                      | Nomination |
| 2023 | D.I.C.E. Award for Outstanding Achievement in Original Music Composition (en)                                             | God of War Ragnarök                                                                         | Lauréat    |
| 2023 | British Academy Games Award for Music (en)                                                                                | God of War Ragnarök                                                                         | Lauréat    |
| 2023 | NAVGTR Awards (en) for Best Original Dramatic Score, Franchise                                                            | God of War Ragnarök                                                                         | Nomination |
| 2023 | NAVGTR Awards (en) for Best Song, Original or Adapted                                                                     | God of War Ragnarök                                                                         | Nomination |
| 2023 | Game Audio Network Guild Music of the Year                                                                                | God of War Ragnarök                                                                         | Lauréat    |
| 2023 | Game Audio Network Guild Best Original Song                                                                               | God of War Ragnarök (Blood Upon the Snow)                                                   | Lauréat    |
| 2023 | Game Audio Network Guild Best Main Theme                                                                                  | God of War Ragnarök (God of War Ragnarök)                                                   | Lauréat    |
| 2023 | Game Audio Network Guild Best Original Soundtrack Album                                                                   | God of War Ragnarök                                                                         | Lauréat    |
| 2023 | Game Audio Network Guild Creative and Technical Achievement in Music                                                      | God of War Ragnarök                                                                         | Lauréat    |
| 2023 | Game Audio Network Guild Best Cinematic/Cutscene Audio                                                                    | God of War Ragnarök                                                                         | Lauréat    |
| 2023 | International Film Music Critics Association Award for Best Original Score for a Video Game or Interactive Media (en)     | God of War Ragnarök                                                                         | Lauréat    |
| 2023 | International Film Music Critics Association Awards for Score of the Year                                                 | Le Seigneur des anneaux : Les Anneaux de pouvoir                                            | Lauréat    |
| 2023 | International Film Music Critics Association Awards for Composer of the Year                                              | Le Seigneur des anneaux : Les Anneaux de pouvoir                                            | Lauréat    |
| 2023 | International Film Music Critics Association Awards for Composition of the Year                                           | Le Seigneur des anneaux : Les Anneaux de pouvoir (Galadriel)                                | Nomination |
| 2023 | International Film Music Critics Association Awards for Best Original Score for an Animated Film                          | Paws of Fury: The Legend of Hank                                                            | Nomination |
| 2023 | International Film Music Critics Association Awards for Composition of the Year                                           | Le Seigneur des anneaux : Les Anneaux de pouvoir (Númenor)                                  | Nomination |
| 2023 | International Film Music Critics Association Awards for Composition of the Year                                           | Le Seigneur des anneaux : Les Anneaux de pouvoir (Sailing Into the Dawn)                    | Nomination |
| 2023 | International Film Music Critics Association Award for Best Original Score for Television (en)                            | Le Seigneur des anneaux : Les Anneaux de pouvoir                                            | Lauréat    |
| 2023 | Society of Composers & Lyricists (en) Awards for Outstanding Score For Television                                         | Le Seigneur des anneaux : Les Anneaux de pouvoir                                            | Nomination |
| 2023 | Society of Composers & Lyricists (en) Awards for Outstanding Original Score for Interactive Media                         | God of War Ragnarök                                                                         | Nomination |
| 2023 | ASCAP Composers' Choice Award for Television Score of the Year                                                            | Le Seigneur des anneaux : Les Anneaux de pouvoir                                            | Nomination |
| 2023 | ASCAP Composers' Choice Award for Video Game Score of the Year                                                            | God of War Ragnarök                                                                         | Lauréat    |
| 2023 | Hollywood Music in Media Award for Best Main Title Theme – TV Show/Limited Series                                         | Percy Jackson et les Olympiens                                                              | Nomination |
| 2023 | Movie Music UK Awards for Score of the Year                                                                               | Le Seigneur des anneaux : Les Anneaux de pouvoir                                            | Lauréat    |
| 2023 | Movie Music UK Awards for Best Original Score for Television                                                              | Le Seigneur des anneaux : Les Anneaux de pouvoir                                            | Lauréat    |
| 2023 | Movie Music UK Awards for Composer of the Year                                                                            |                                                                                             | Nomination |
| 2024 | Grammy Award de la meilleure bande originale pour un jeu vidéo ou autre média interactif                                  | God of War Ragnarök                                                                         | Nomination |
| 2024 | Grammy Award for Best Immersive Audio Album (en)                                                                          | God of War Ragnarök (Original Soundtrack)                                                   | Nomination |
| 2024 | International Film Music Critics Association Award for Best Original Score for a Video Game or Interactive Media (en)     | God of War Ragnarök: Valhalla                                                               | Nomination |
| 2024 | International Film Music Critics Association Award for Best Original Score for a Horror/Thriller Film                     | The Last Voyage of the Demeter                                                              | Nomination |
| 2024 | International Film Music Critics Association Awards for Composer of the Year                                              |                                                                                             | Nomination |